# Schismorhynchus labialis
Schismorhynchus labialis – gatunek ryby promieniopłetwej z podrodziny Myrophinae w obrębie rodziny żmijakowatych (Ophichthidae).

## Taksonomia
Gatunek po raz pierwszy zgodnie z zasadami nazewnictwa binominalnego opisał w 1917 roku amerykański ichtiolog Alvin Seale w artykule poświęconym nowym gatunkom ryb „bezpłetwych”, opublikowanym w czasopiśmie Bulletin of the Museum of Comparative Zoology at Harvard College; autor umieścił nowo opisany gatunek w rodzaju Muraenichthys, nadając mu epitet gatunkowy labialis. Miejsce typowe to atol Arno, Wyspy Marshalla, zachodni Ocean Spokojny. Holotyp to dorosły osobnik (sygnatura MCZ 29500A) zakonserwowany w alkoholu ze zbiorów Muzeum Zoologii Porównawczej w Cambridge; okaz typowy zebrał 24 stycznia 1900 roku Alexander Agassiz. Jedyny przedstawiciel rodzaju Schismorhynchus który zdefiniował w 1970 roku amerykański ichtiolog John E. McCosker w artykule poświęconym przeglądowi rodzajów żmijakowatych Leptenchelys i Muraenichthys wraz z opisem nowego rodzaju i nowego gatunku, opublikowanym w czasopiśmie Pacific Science. 

### Etymologia
- Schismorhynchus: gr. σχισμα skhisma, σχισματος skhismatos ‘rozszczep, szczelina’; ῥυγχος rhunkhos ‘pysk’[6].
- labialis: łac. labialis „odnoszący się do wargi”, od labia ‘usta’[6].

## Rozmieszczenie geograficzne
S. labialis występuje w słonych wodach Oceanu Indyjskiego i zachodniej części Oceanu Spokojnego (Malediwach i Czagos na wschód do atolu Johnston, Hawajów i Wyspy Wielkanocnej, na południe do Wysp Lojalności (Nowa Kaledonia)).

## Morfologia
Długość ciała do 20 cm; brak danych dotyczących masy ciała.